# Bill Benford
Bill Benford (c. 1902 – vóór 1994) was een Amerikaanse tubaïst en contrabassist in de jazz.
Benford, een broer van drummer Tommy Benford, was als kind lid van de band van Jenkins Orphanage in South Carolina en toerde daarmee, in Amerika en (in 1914) in Europa. Hij speelde in Amerika met Bubber Miley, Marie Lucas, Elmer Snowden, de Gulf Coast Seven, Plantation Orchestra en Thomas Morris & His Seven Hot Babies. Hij heeft opnames gemaakt met zangeres Ethel Waters, Willie 'The Lion' Smith en Jelly Roll Morton. In de periode 1925-1930 was hij betrokken bij tien opnamesessies.